# Станица метроа Брикстон
Брикстон (енгл. Brixton tube station) је станица лондонског метроа у другој наплатној зони. Крајња је јужна станица на линији Викторија. Отворена је 23. јула 1971.
Станица се налази на Брикстон Роуду, општина Ламбет, у непосредној близини железничке станице Брикстон. У употреби су две платформе за два смера Викторија линије. Станица такође служи и као окретница за подземне возове и као депо за два воза који остварују прве јутарње поласке у смеру севера. Овај систем окретнице се показао помало неефикасним, тако да се појавила идеја проширења Викторија линије за још једну станицу где би била направљена адекватна окретница. Овај предлог је мало вероватан јер је линија већ сада достигла пун капацитет и тако нешто би угрозило њено нормално функционисање.
Кроз станицу је 2008. године прошло 20,93 милиона људи.
| Претходна станица | Линија метроа | Линија метроа | Линија метроа | Следећа станица |
| ----------------- | ------------- | ------------- | ------------- | --------------- |
| терминус          |               | Викторија     |               | Стоквел         |